# Prostituce v Izraeli
Prostituce v Izraeli je legální, avšak kuplířství, provozování nevěstinců a obchodování s lidmi je nelegální.
Podle vyšetřovací komise Knesetu bylo v roce 2005 do Izraele propašováno tři až pět tisíc žen, které byly prodány k prostituci. Většina těchto žen pochází ze zemí bývalého Sovětského svazu (Ukrajiny, Moldavska, Uzbekistánu a Ruska) a mnoho z nich bylo propašováno přes Egypt. V roce 2007 byla vydána zpráva Výboru Knesetu pro postavení žen, která tvrdí, že počet žen, se kterými bylo obchodováno je nižší než tisíc.